# الجزر الأيونية
الجزر الأيونية (باليونانية الحديثة: Ιόνια νησιά، يونيا نيسيا؛ باليونانية القديمة، كاثاريفوسا: Ἰόνιοι Νῆσοι، يونيوي نيسوي؛ بالإيطالية: Isole Ionie إيسولي يوني) هي مجموعة من الجزر في اليونان. وهي تسمى تقليديا «الجزر السبع» (باليونانية: Ἑπτάνησα، هيبتانيسا أو Ἑπτάνησος، هيبتانوسوس؛ بالإيطالية: Eptaneso إبتانسو)، ولكن المجموعة تضم العديد من الجزر الأصغر حجما بالإضافة إلى الجزر السبعة الرئيسية. يعود تاريخ المنطقة التاريخية المعروفة بذاتها إلى حكم دولة البندقية الذي يعود إلى قرون طويلة، والتي حافظت عليها ولم تصبح جزءا من الإمبراطورية العثمانية، فتكونت فيها هوية ثقافية متميزة تأثرت بالثقافة الإيطالية. أصبحت الجزر الأيونية جزءا من الدولة اليونانية الحديثة في عام 1864. اليوم فإنها تنتمي إداريا إلى منطقة الجزر الأيونية باستثناء كيثيرا، التي تنتمي إلى منطقة أتيكا.